# نادي دروت لكرة اليد
نادي دروت لكرة اليد هو نادي كرة يد في السويد تأسس في سنة 1936 يقع مقره في هالمستاد. يلعب في الدوري السويدي لكرة اليد. تبلغ سعة ملعبه 4000 متفرجا.